# Hotnews
Hotnews er et radioprogram der blev sendt på Radio Holbæk på frekvensen 104,7 MHz fra slutningen af 80’erne til midt 90’erne.
Kendt som et meget spontant og crazy[kilde mangler] show blandet med en sprød blanding af Soul, Funk, Swing Beat, Hiphop, Trance og Techno.
Programmet havde en fast kerne med tre DJs der hver præsenterede deres bud på de hotteste nyheder i hver deres genre.
 Der er for få eller ingen kildehenvisninger i denne artikel, hvilket er et problem. Du kan hjælpe ved at angive troværdige kilder til de påstande, som fremføres i artiklen.